# Chrysiptera hemicyanea

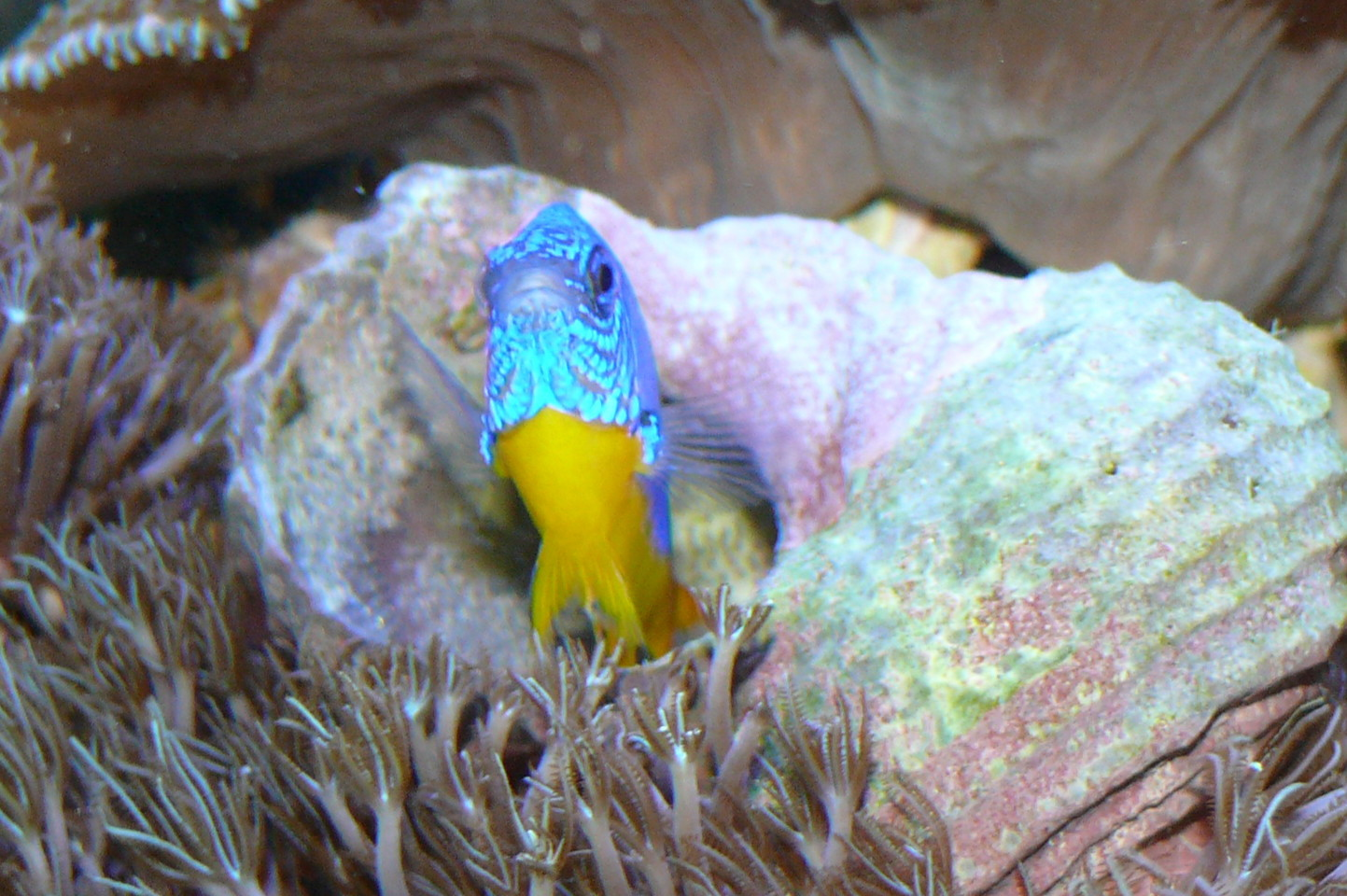
Chrysiptera hemicyanea

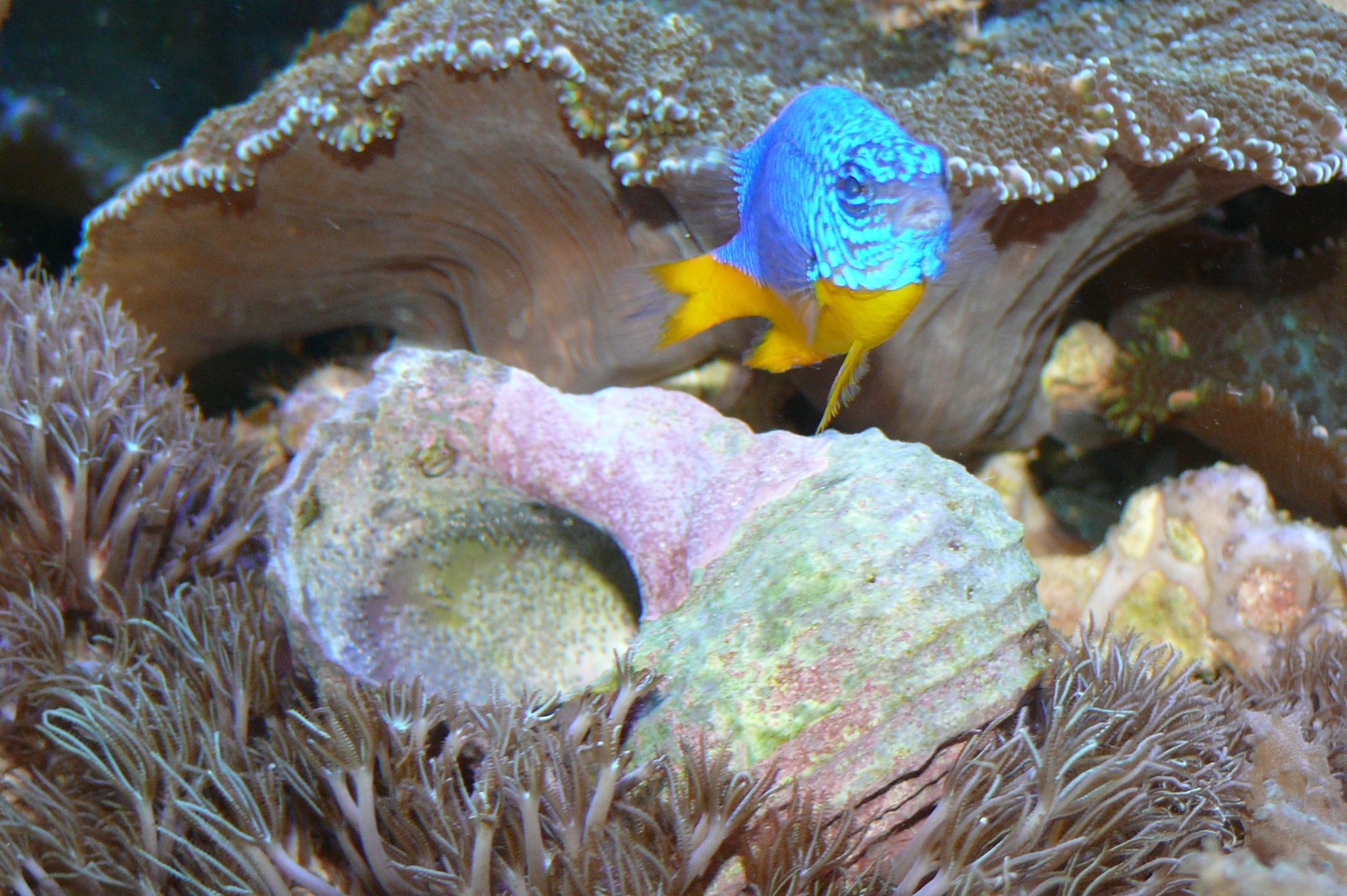
Chrysiptera hemicyanea amb els seus ous dins d'un cargol de mar

Chrysiptera hemicyanea és una espècie de peix de la família dels pomacèntrids i de l'ordre dels perciformes.

## Morfologia
Els mascles poden assolir els 7 cm de longitud total.

## Distribució geogràfica
Es troba a l'est de l'Índic i a Indonèsia.